# Contraloría General de la República del Perú
La Contraloría General de la República es un organismo constitucional autónomo del Estado Peruano encargado de controlar los bienes y recursos públicos del país.
Esta institución representa la máxima autoridad del Sistema Nacional de Control: supervisa, vigila y verifica la correcta aplicación de las políticas públicas y el uso de los recursos y bienes del Estado.  Para realizar con eficiencia sus funciones, cuenta con autonomía administrativa, funcional, económica y financiera, así como con atribuciones especiales que le otorga el artículo 22 de la Ley Orgánica del Sistema Nacional de Control y de la Contraloría General de la República. 
El actual contralor general de la República es el abogado César Enrique Aguilar Surichaqui nombrado mediante Resolución Legislativa del Congreso N.º 021-2023-2024-CR con fecha 26 de julio del 2024. 

## Antecedentes
La fiscalización de los recursos públicos tiene sus orígenes en el Imperio inca, donde se utilizaban los quipus. Luego, durante el Virreinato del Perú, el rey Felipe II, siguió instaurando tribunales encargados de las cuentas (Tribunal de Cuentas).
Al producirse la independencia y nacer la República, el Tribunal Mayor y Hacienda Real de Cuentas del Virreinato, creado por el rey Felipe III de España por Real Cédula de 1605, adoptó la denominación de Tribunal de Cuentas, dependiente del Ministerio de Hacienda, hoy Ministerio de Economía y Finanzas.

## Historia
El 26 de septiembre de 1929, el Presidente Augusto B. Leguía y Salcedo crea la Contraloría General de la República, como repartición administrativa del Ministerio de Hacienda. Este se basa en la Ley de Presupuesto Nacional.
Luego el Congreso de la República dio la Ley N.º 6784, de fecha 28 de febrero de 1930, confiriéndole nivel legal a la existencia de la Contraloría General, disponiendo su conformación con las Direcciones del Tesoro, Contabilidad y del Crédito Público del entonces Ministerio de Hacienda.
El Decreto Ley n.º 19039, Ley Orgánica del Sistema Nacional de Control, del 16 de noviembre de 1971, establece en sus artículos 1°, 11° y 14° que la Contraloría General de la República es la entidad superior de control del sector público nacional y reitera el rango de ministro de Estado al contralor general de la República.
El Decreto Ley n.º 26162, del 29 de diciembre de 1992, regula el Sistema Nacional de Control y deroga el Decreto Ley n.º 19039 y demás normas que se le oponen. Asimismo, señala expresamente las atribuciones, principios y criterios aplicables en el ejercicio del control gubernamental. Actualmente se rige por la Ley n.º 27785, Ley Orgánica de la Contraloría General de la República y del Sistema Nacional de Control, publicada el 23 de julio de 2002.
La Constitución Política del Perú de 1993 en su artículo 82°, señala que: “La Contraloría General de la República es una entidad descentralizada de derecho público que goza de autonomía conforme a su ley orgánica.
Es el órgano superior del Sistema Nacional de Control, supervisa la legalidad de la ejecución del presupuesto del Estado, de las operaciones de la deuda pública y de los actos de las instituciones sujetas a control”.
En 2025, la Contraloría solicitó un incremento de su presupuesto tras saberse que solo había dinero para pagar a todos los funcionarios, incluyendo los elegidos por concurso público el año pasado, por unos meses. A finales de marzo, 2000 funcionarios abandonaron la institución.

## Competencias
La Contraloría General de la República tiene las siguientes competencias:

### Competencia Constitucional
La Constitución Política vigente (1993) establece lo siguiente:
- Presentar anualmente el informe de auditoría practicado a la Cuenta General de la República (Art. 81.º de la Constitución Política).[4]
- Supervisar la legalidad de la ejecución del Presupuesto del Estado, de las operaciones de la deuda pública y de los actos de las instituciones sujetas a control (Art. 82.º de la Constitución Política).[5]
- Realizar el control para que los Fondos destinados a satisfacer los requerimientos logísticos de las Fuerzas Armadas y Policía Nacional se dediquen exclusivamente para ese fin (Art. 170.º de la Constitución Política).[6]
- Control en Gobiernos Regionales y Locales, al determinar que estas deben rendir cuenta sobre la ejecución de su presupuesto a la Contraloría General (Artículo 199° de la Constitución Política del Perú).[7]
- Facultad de iniciativa legislativa en materia de control (Art. 107.º de la Constitución Política).[8]

### Competencia Legal
La Ley Orgánica – Ley n.º 27785 y sus modificatorias establece las siguientes atribuciones:
- Tener acceso en cualquier momento y sin limitación a los registros, documentos e información de las entidades, aun cuando sean secretos; así como requerir información a particulares que mantengan o hayan mantenido relaciones con las entidades; siempre y cuando no violen la libertad individual.
- Ordenar que los órganos del Sistema realicen las acciones de control que a su juicio sean necesarios o ejercer en forma directa el control externo posterior sobre los actos de las entidades.
- Supervisar y garantizar el cumplimiento de las recomendaciones que se deriven de los informes de control emanados de cualquiera de los órganos del Sistema.
- Disponer el inicio de las acciones legales pertinentes en forma inmediata, por el procurador público de la Contraloría General o el procurador del sector o el representante legal de la entidad examinada, en los casos en que en la ejecución directa de una acción de control se encuentre daño económico o presunción de ilícito penal. Asimismo, ejerce la potestad para sancionar a los funcionarios o servidores públicos que cometan infracciones contra la administración referidas en el subcapítulo II sobre el proceso para sancionar en materia de responsabilidad administrativa funcional.
- Normar y velar por la adecuada implantación de los Órganos de Auditoría Interna, requiriendo a las entidades el fortalecimiento de dichos órganos con personal calificado e infraestructura moderna necesaria para el cumplimiento de sus fines.
- Presentar anualmente al Congreso de la República el Informe de Evaluación a la Cuenta General de la República, para cuya formulación la Contraloría General dictará las disposiciones pertinentes.
- Absolver consultas, emitir pronunciamientos institucionales e interpretar la normativa del control gubernamental con carácter vinculante, y de ser el caso, orientador. Asimismo establecerá mecanismos de orientación para los sujetos de control respecto a sus derechos, obligaciones, prohibiciones e incompatibilidades previstos en la normativa de control.
- Aprobar el Plan Nacional de Control y los planes anuales de control de las entidades.
- Efectuar las acciones de control ambiental y sobre los recursos naturales, así como sobre los bienes que constituyen el Patrimonio Cultural de la Nación, informando semestralmente sobre el resultado de las mismas y sobre los procesos administrativos y judiciales, si los hubiere, a las comisiones competentes del Congreso de la República.
- Emitir opinión previa vinculante sobre adquisiciones y contrataciones de bienes, servicios u obras, que conforme a ley tengan el carácter de secreto militar o de orden interno exonerados de Licitación Pública, Concurso Público o Adjudicación Directa.
- Otorgar autorización previa a la ejecución y al pago de los presupuestos adicionales de obra pública, y de las mayores prestaciones de supervisión en los casos distintos a los adicionales de obras, cuyos montos excedan a los previstos en la Ley de Contrataciones y Adquisiciones del Estado, y su Reglamento respectivamente, cualquiera sea la fuente de financiamiento.
- Informar previamente sobre las operaciones, fianzas, avales y otras garantías que otorgue el Estado, inclusive los proyectos de contrato, que en cualquier forma comprometa su crédito o capacidad financiera, sea que se trate de negociaciones en el país o en el exterior.
- Designar de manera exclusiva, Sociedades de Auditoría que se requieran, a través de Concurso Público de Méritos, para efectuar Auditorías en las entidades, supervisando sus labores con arreglo a las disposiciones de designación de Sociedades de Auditoría que para el efecto se emitan.
- Requerir el apoyo y/o destaque de funcionarios y servidores de las entidades para la ejecución de actividades de control gubernamental.
- Recibir y atender denuncias y sugerencias de la ciudadanía relacionadas con las funciones de la administración pública, otorgándoles el trámite correspondiente sea en el ámbito interno, o derivándolas ante la autoridad competente; estando la identidad de los denunciantes y el contenido de la denuncia protegidos por el principio de reserva.
- Promover la participación ciudadana, mediante audiencias públicas y/o sistemas de vigilancia en las entidades, con el fin de coadyuvar en el control gubernamental.
- Participar directamente y/o en coordinación con las entidades en los procesos judiciales, administrativos, arbitrales u otros, para la adecuada defensa de los intereses del Estado, cuando tales procesos incidan sobre recursos y bienes de este.
- Recibir, registrar, examinar y fiscalizar las Declaraciones Juradas de Ingresos y de Bienes y Rentas que deben presentar los funcionarios y servidores públicos obligados de acuerdo a Ley.
- Verificar y supervisar el cumplimiento de las disposiciones sobre prohibiciones e incompatibilidades de funcionarios y servidores públicos y otros, así como de las referidas a la prohibición de ejercer la facultad de nombramiento de personal en el sector público en casos de nepotismo, sin perjuicio de las funciones conferidas a los órganos de control.
- Citar y tomar declaraciones a cualquier persona cuyo testimonio pueda resultar útil para el esclarecimiento de los hechos materia de verificación durante una acción de control, bajo los apremios legales señalados para los testigos.
- Dictar las disposiciones necesarias para articular los procesos de control con los Planes y Programas Nacionales, a efecto de visualizar de forma integral su cumplimiento, generando la información pertinente para emitir recomendaciones generales a los Poderes Ejecutivo y Legislativo sobre la administración de los recursos del Estado, en función a las metas previstas y las alcanzadas, así como brindar asistencia técnica al Congreso de la República, en asuntos vinculados a su competencia funcional.
- Emitir disposiciones y/o procedimientos para implementar operativamente medidas y acciones contra la corrupción administrativa, a través del control gubernamental, promoviendo una cultura de honestidad y probidad de la gestión pública, así como la adopción de mecanismos de transparencia e integridad al interior de las entidades, considerándose el concurso de la ciudadanía y organizaciones de la sociedad civil.
- Establecer los procedimientos para que los titulares de las entidades rindan cuenta oportuna ante el Órgano Rector, por los fondos o bienes del Estado a su cargo, así como de los resultados de su gestión.
- Asumir la defensa del personal de la Institución a cargo de las labores de control, cuando se encuentre incurso en acciones legales, derivadas del debido cumplimiento de la labor funcional, aun cuando al momento de iniciarse la acción, el vínculo laboral con el personal haya terminado.
- Establecer el procedimiento selectivo de control sobre las entidades públicas beneficiarias por las mercancías donadas provenientes del extranjero.
- Ejercer el control de desempeño de la ejecución presupuestal, formulando recomendaciones que promuevan reformas sobre los sistemas administrativos de las entidades sujetas al Sistema.
- Regular el procedimiento, requisitos, plazos y excepciones para el ejercicio del control previo externo a que aluden los literales j), k) y I) del presente artículo, así como otros encargos que se confiera al organismo contralor, emitiendo la normativa pertinente que contemple los principios que rigen el control gubernamental.
- Celebrar Convenios de cooperación interinstitucional con entidades públicas o privadas, nacionales o extranjeras.

Las citadas atribuciones no son taxativas, comprendiendo las demás que señale la citada Ley y otros dispositivos legales

## Autonomía económica
La Contraloría General goza de autonomía económica, administrativa, financiera y funcional, conforme a la Constitución Política del Perú y su Ley Orgánica Ley n.º 27785 y sus modificatorias. Para garantizar el cumplimiento de sus objetivos institucionales, la Contraloría General se encuentra exonerada de la aplicación de las normas que establezcan restricciones y/o prohibiciones a la ejecución presupuestaria.

## Gerencias regionales de control
La Contraloría General cuenta con Gerencias Regionales de Control en los 24 departamentos y 1 provincia constitucional: Amazonas, Áncash, Apurímac, Arequipa, Ayacucho, Cajamarca, Callao, Cusco, Huancavelica, Huanuco, Ica, Junín, La Libertad, Lambayeque, Lima, Loreto, Madre de Dios, Moquegua, Pasco, Piura, Puno, San Martín, Tacna, Tumbes y Ucayali.
 Son responsables de dirigir y ejecutar los servicios de control gubernamental en las entidades sujetas al Sistema Nacional de Control, en sus respectivos ámbitos territoriales; así como de supervisar y monitorear los servicios de control gubernamental que ejecutan los Órganos de Control Institucional a su cargo, en el marco de los lineamientos sectoriales emitidos por los órganos correspondientes.
Las Gerencias Regionales de Control, excepto la Gerencia Regional de Control de Lima Metropolitana y Callao, cuentan con las siguientes unidades orgánicas:
- Unidad de Servicios de Control Gubernamental
- Unidad de Integridad Pública
- Unidad de Apoyo a la Gestión

## Potestad sancionadora
La Contraloría tiene la potestad de sancionar la responsabilidad administrativa funcional y separar temporalmente de la administración pública a servidores y funcionarios que cometan infracciones administrativas en el ejercicio de sus funciones, incumpliendo sus deberes y ocasionando perjuicio al Estado.
- Reglamento del Procedimiento Administrativo Sancionador: Este proceso llamado Procedimiento Administrativo Sancionador (PAS) fue reglamentado a través de la Resolución de Contraloría N° 166-2021-CG.

- Sanciones: El procedimiento administrativo sancionador por responsabilidad administrativa funcional contempla la sanción de inhabilitación que se aplica según la gravedad de la falta:
  - Grave: se sanciona con la inhabilitación para el ejercicio de la función pública por un periodo mínimo de 60 días hasta máximo 1 año.
  - Muy grave: se sanciona con la inhabilitación para el ejercicio de la función pública por un periodo mínimo de 1 año hasta máximo 5 años.

### Alcances de la potestad sancionadora
Existen 32 conductas infractoras pasibles de sanción, tipificadas en la Ley N° 31288.
Las presuntas infracciones administrativas graves y muy graves se identifican en los informes de control posterior. Son solo aquellos hechos cometidos o culminados a partir del 21 de julio del 2021, fecha en que entró en vigencia dicha ley.
Luego de ello, la Contraloría podrá iniciar un procedimiento administrativo sancionador donde se respetará el debido proceso, el que incluye el derecho a la defensa, los principios de legalidad y tipicidad, entre otros, conforme lo señala la ley.
Estructura
- Primera instancia: El órgano instructor realiza las investigaciones y propone las infracciones y sanciones. Las actuales sedes se ubican en el sur (Arequipa), centro (Junín), norte (Lambayeque) y en Lima (Sede Central). El órgano sancionador declara la existencia o inexistencia de infracción. La actual sede se ubica en Lima (Sede Central).
- Segunda instancia: El Tribunal Superior de Responsabilidades Administrativas resuelve en última instancia las apelaciones presentadas por los servidores y funcionarios públicos.

## Sistema Nacional de Control
Es el conjunto de órganos de control, normas, métodos y procedimientos, estructurados e integrados funcionalmente, destinados a conducir y desarrollar el ejercicio del control gubernamental en forma descentralizada.
Su actuación comprende todas las actividades y acciones en los campos administrativo, presupuestal, operativo y financiero de las entidades y alcanza al personal que presta servicios en ellas, independientemente del régimen que las regule.

### Estructura
El Sistema Nacional de Control está conformado por:
- La Contraloría General, como ente técnico rector.
- Todas las unidades orgánicas responsables de la función de control gubernamental
- Las sociedades de auditoría externa independientes designadas por la Contraloría General
- Los Órganos de Control Institucional

### Regulación del control
El ejercicio del control gubernamental por el Sistema Nacional de Control en las entidades, se efectúa bajo la autoridad normativa y funcional de la Contraloría General, la que establece los lineamientos, disposiciones y procedimientos técnicos correspondientes a su proceso, en función a la naturaleza y/o especialización de dichas entidades, las modalidades de control aplicables y los objetivos trazados para su ejecución.
La Contraloría General, en su calidad de ente técnico rector, organiza y desarrolla el control gubernamental en forma descentralizada y permanente.

### Atribuciones
Son atribuciones del Sistema Nacional de Control:
- Efectuar la supervisión, vigilancia y verificación de la correcta gestión y utilización de los recursos y bienes del Estado, el cual también comprende supervisar la legalidad de los actos de las instituciones sujetas a control en la ejecución de los lineamientos para una mejor gestión de las finanzas públicas, con prudencia y transparencia fiscal, conforme a los objetivos y planes de las entidades, así como de la ejecución de los presupuestos del sector público y de las operaciones de la deuda pública.

- Formular oportunamente recomendaciones para mejorar la capacidad y eficiencia de las entidades en la toma de sus decisiones y en el manejo de sus recursos, así como los procedimientos y operaciones que emplean en su accionar, a fin de optimizar sus sistemas administrativos, de gestión y de control interno.

- Impulsar la modernización y el mejoramiento de la gestión pública, a través de la optimización de los sistemas de gestión y ejerciendo el control gubernamental con especial énfasis en las áreas críticas sensibles a actos de corrupción administrativa.

- Propugnar la capacitación permanente de los funcionarios y servidores públicos en materias de administración y control gubernamental. Los objetivos de la capacitación estarán orientados a consolidar, actualizar y especializar su formación técnica, profesional y ética. Para dicho efecto, la Contraloría General, a través de la Escuela Nacional de Control, o mediante Convenios celebrados con entidades públicas o privadas ejerce un rol tutelar en el desarrollo de programas y eventos de esta naturaleza. Los titulares de las entidades están obligados a disponer que el personal que labora en los sistemas administrativos participe en los eventos de capacitación que organiza la Escuela Nacional de Control, debiendo tales funcionarios y servidores acreditar cada dos años dicha participación. Dicha obligación se hace extensiva a las Sociedades de Auditoría que forman parte del Sistema, respecto al personal que empleen para el desarrollo de las auditorías externas.

- Exigir a los funcionarios y servidores públicos la plena responsabilidad por sus actos en la función que desempeñan, identificando el tipo de responsabilidad incurrida, sea administrativa funcional, civil o penal y recomendando la adopción de las acciones preventivas y correctivas necesarias para su implementación. Para la adecuada identificación de la responsabilidad en que hubieren incurrido funcionarios y servidores públicos, se deberá tener en cuenta cuando menos las pautas de: identificación del deber incumplido, reserva, presunción de licitud, relación causal, las cuales serán desarrolladas por la Contraloría General.

- Emitir, como resultado de las acciones de control efectuadas, los Informes respectivos con el debido sustento técnico y legal, constituyendo prueba pre-constituida para el inicio de las acciones administrativas y/o legales que sean recomendadas en dichos informes.

En el caso de que los informes generados de una acción de control cuenten con la participación del Ministerio Público y/o la Policía Nacional, no corresponderá abrir investigación policial o indagatoria previa, así como solicitar u ordenar de oficio la actuación de pericias contables.
- Brindar apoyo técnico al procurador público o al representante legal de la entidad, en los casos en que deban iniciarse acciones judiciales derivadas de una acción de control, prestando las facilidades y/o aclaraciones del caso, y alcanzando la documentación probatoria de la responsabilidad incurrida.

Los diversos órganos del sistema ejercen estas atribuciones y las que expresamente les señala esta ley y sus normas reglamentarias.

## Contralor General de la República

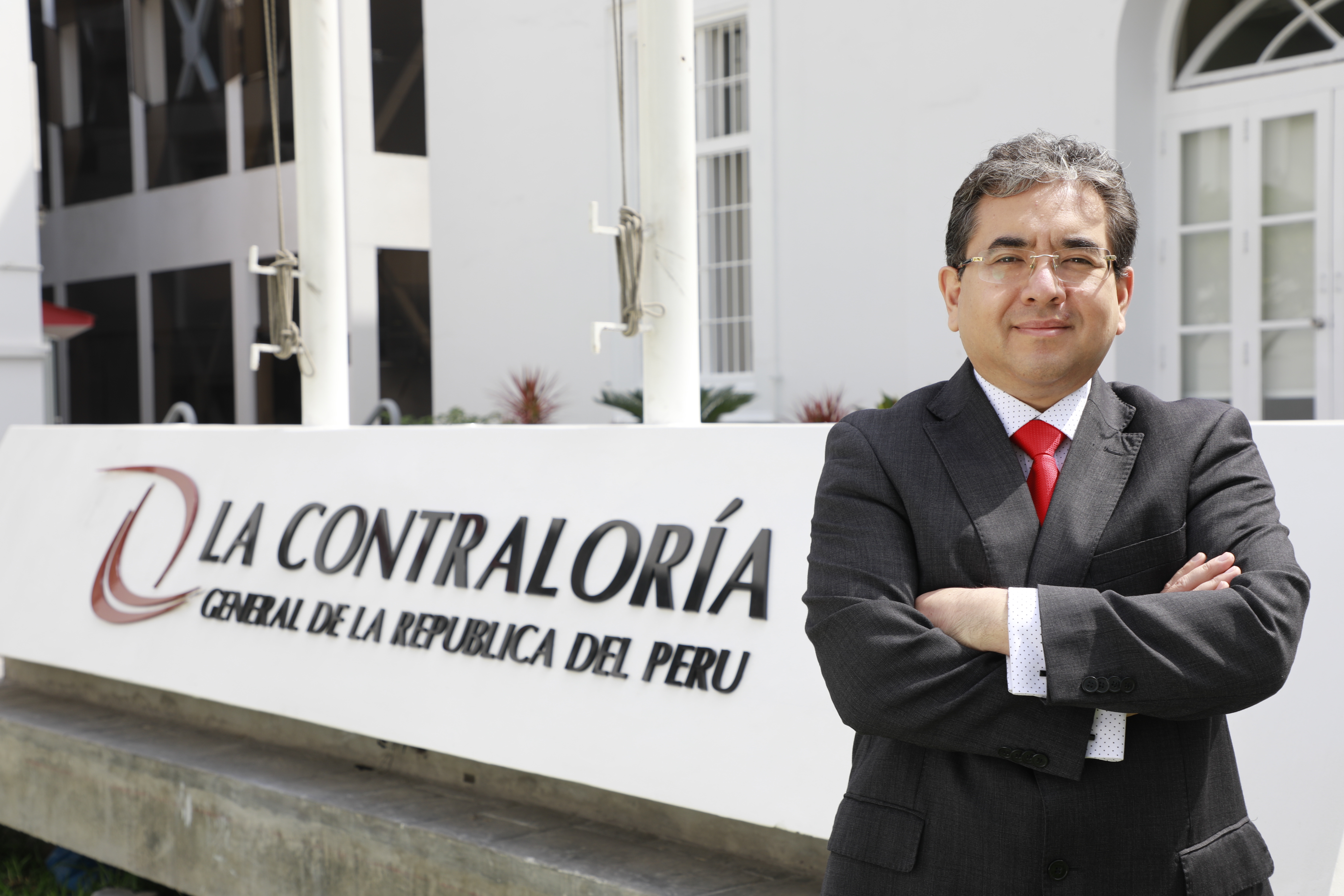
Nelson Shack Yalta, Contralor General de la República del Perú 2017 - 2024 (Lima, 2021).

### Designación
El Contralor General de la República es designado por la Comisión Permanente del Congreso de la República, a propuesta del Poder Ejecutivo, por un periodo de siete (07) años; es el funcionario de mayor rango del Sistema, y goza de los mismos derechos, prerrogativas y preeminencias propias de un ministro de Estado.

### Jerarquía
Es el funcionario de mayor rango del Sistema, y goza de los mismos derechos, prerrogativas y preeminencias propias de un ministro de Estado. No está sujeto a subordinación, a autoridad o dependencia alguna, en ejercicio de la función.
En el ejercicio de sus funciones, solo puede ser enjuiciado, previa autorización del Congreso de la República.

### Requisitos
- Ser peruano de nacimiento.
- Gozar del pleno ejercicio de los derechos civiles.
- Tener al tiempo de la designación, no menos de 40 años de edad.
- Tener título profesional universitario y estar habilitado por el colegio profesional correspondiente.
- Tener un ejercicio profesional no menor a 10 años.
- Tener conducta intachable y reconocida solvencia moral.

### Atribuciones
Dentro de las atribuciones que le asigna la Ley n.º 27785 al contralor general de la República, se encuentran las siguientes:
- Planear, aprobar, dirigir, coordinar y supervisar las acciones de la Contraloría General y de los órganos del Sistema.
- Dictar las normas y las disposiciones especializadas que aseguren el funcionamiento del proceso integral de control, en función de los principios de especialización y flexibilidad.
- Ejercer e impulsar directamente, o en caso de incumplimiento, a través de la autoridad llamada por ley, las acciones pertinentes para asegurar la implementación de las recomendaciones y acciones legales derivadas del proceso de control a cargo del Sistema.
- Solicitar información y documentación a las autoridades de las entidades encargadas de cautelar la reserva tributaria, secreto bancario, reserva de identidad u otras establecidas legalmente, respecto a las entidades, su personal, y personas jurídicas y naturales comprendidas o vinculadas a acciones de control, así como cualquier información que considere pertinente para el cabal cumplimiento de sus funciones; conforme lo establece la presente Ley.
- Representar a la Contraloría General en los actos y contratos relativos a sus funciones, frente a todo tipo de autoridades y entes nacionales o extranjeros.
- Establecer las políticas, normas laborales y procedimientos de administración de personal de la Institución, incluyendo las disposiciones sobre el secreto profesional que deberá guardar dicho personal respecto a la información a que hubiere accedido por la naturaleza y extensión de labor desempeñada.
- Presentar u opinar sobre proyectos de normas legales que conciernan al control y a las atribuciones de los órganos de auditoría interna.
- Requerir los documentos que sustenten los informes de los órganos de auditoría interna o sociedades de auditorías designadas, los cuales están en obligación de guardar por un período de 10 años, bajo responsabilidad.
- Expedir el Reglamento de Infracciones y Sanciones, con facultades coactivas. Asimismo podrá nombrar a los Ejecutores Coactivos que para tal efecto sean necesarios.
- Presentar ante el Congreso de la República, un Informe Anual sobre su gestión, proponiendo recomendaciones para la mejora de la gestión pública, así como para la lucha contra la corrupción.
- Emitir Resoluciones de Contraloría, que constituyen precedente de observancia obligatoria y de cumplimiento inexcusable.

## Relación de Contralores
| N.º | Nombre                               | Período               | Período                  | Nominado por (Presidente)           |
| N.º | Nombre                               | Inicio                | Fin                      | Nominado por (Presidente)           |
| --- | ------------------------------------ | --------------------- | ------------------------ | ----------------------------------- |
| 1   | Ricardo Madueño Rosas                | 1929                  | 1932                     | Augusto B. Leguía y Salcedo         |
| 2   | Manuel Enrique Tirado Reyes          | 1932                  | 1943                     | Luis Miguel Sánchez Cerro           |
| 3   | Guillermo Bernardo Ronald Ayluardo   | 1944                  | 1949                     | Manuel Prado y Ugarteche            |
| 4   | Óscar Chocano Márquez                | 1949                  | 1950                     | Manuel A. Odría                     |
| 5   | Emilio Foley Gastjens                | 1950                  | 1954                     | Manuel A. Odría                     |
| 6   | César E. Salazar Souza Ferreira      | 1954                  | 1970                     | Manuel A. Odría                     |
| 7   | Óscar Vargas Prieto                  | 1971                  | 1972                     | Juan Velasco Alvarado               |
| 8   | Guillermo Schorth Carlin             | 1973                  | 1974                     | Juan Velasco Alvarado               |
| 9   | Leoncio Pérez Tenaud                 | 1975                  | 1976                     | Francisco Morales Bermúdez Cerrutti |
| 10  | Óscar Vargas Prieto                  | 1976                  | 1977                     | Francisco Morales Bermúdez Cerrutti |
| 11  | Luis Montoya Montoya                 | 1978                  | 1980                     | Francisco Morales Bermúdez Cerrutti |
| 12  | Miguel Ángel Cussianovich Valderrama | 1980                  | 1987                     | Fernando Belaúnde Terry             |
| 13  | Luz Áurea Saenz Arana                | 31 de octubre de 1987 | 6 de abril de 1992       | Alan García Pérez                   |
| 14  | María Herminia Drago Correa          | 26 de abril de 1992   | Marzo de 1993            | Alberto Fujimori Fujimori           |
| -   | Isaías Díaz Torres                   | Marzo de 1993         | Junio de 1993            | Interino                            |
| 15  | Víctor Enrique Caso Lay              | Junio de 1993         | Junio de 2000            | Alberto Fujimori Fujimori           |
| 16  | Carmen Higaona de Guerra             | 28 de junio de 2000   | 29 de septiembre de 2001 | Alberto Fujimori Fujimori           |
| 17  | Genaro Matute Mejía                  | 27 de octubre de 2001 | 26 de octubre de 2008    | Alejandro Toledo Manrique           |
| 18  | Fuad Khoury Zarzar                   | 14 de mayo de 2009    | 13 de mayo de 2016       | Alan García Pérez                   |
| 19  | Édgar Alarcón Tejada                 | 9 de junio de 2016    | 4 de julio de 2017       | Ollanta Humala Tasso                |
| -   | Oswaldo Yupanqui Alvarado            | 4 de julio de 2017    | 20 de julio de 2017      | Interino                            |
| 20  | Nelson Shack Yalta                   | 20 de julio de 2017   | 19 de julio de 2024      | Pedro Pablo Kuczynski               |
| 21  | César Aguilar Surichaqui             | 25 de julio de 2024   | 24 julio de 2030         | Dina Boluarte Zegarra               |